# ロビー・ローラー
ロビー・ローラー（Robbie Lawler、1982年3月20日 - ）は、アメリカ合衆国の男性元総合格闘家。カリフォルニア州サンディエゴ出身。フロリダ州パークランド在住。サンフォードMMA所属。元UFC世界ウェルター級王者。元EliteXC世界ミドル級王者。UFC殿堂入り。
パンチ主体の強烈な打撃を武器にアグレッシブにKOを狙い、激闘を繰り広げるファイトスタイルから人気が高く、「ルースレス」（冷酷や無慈悲の意）の異名を持つ。2004年に1度UFCからリリースされるが、他団体で約7年間キャリアを積み、2013年にUFC復帰を果たすと翌年の2014年にはUFC世界ウェルター級王座を獲得した叩き上げの苦労人である。

## 来歴
10歳から空手を始め、高校時代はレスリングとアメリカン・フットボールで活躍し、両方の競技でアイオワ州選抜に選出された。ミレティッチ・マーシャルアーツ・センターの近くに住んでいたことから16歳頃から一般クラスで練習を始める。素質を見出され2001年にプロ総合格闘技デビューを果たし、連勝を続け2002年にはUFCと契約を果たした。

### UFC・PRIDE
2002年5月10日、UFC初出場となったUFC 37でアーロン・ライリーを3-0の判定で破ると、スティーブ・バーガーを2RTKO、ティキ・ゴーセンを1RKOで破り連勝した。しかしUFC 42のピート・スプラット戦では右足を負傷し、ギブアップ負け。デビューからの連勝は7でストップした。その後UFC 45ではクリス・ライトルを3-0の判定で破るも、ニック・ディアスに右フックで2RKO負け。階級をミドル級に上げて臨んだエヴァン・タナー戦も三角絞めで1R一本負け、その後怪我の治療のため一時戦線離脱した。
2005年7月23日、ハワイ州で開催されたSuperBrawlミドル級タイトルマッチでファラニコ・ヴァイタレに挑戦し、2RKO勝ちを収め王座獲得に成功した。2006年2月のファラニコ・ヴァイタレとの再戦でも1RKO勝ちを収め初防衛に成功した。
2006年10月21日、PRIDE初参戦となったPRIDE.32でジョーイ・ヴィラセニョールと対戦し、ハイキックでジョーイがひるんだところに跳び膝蹴りをヒットさせ、開始22秒でTKO勝ち。

### EliteXC
2007年9月15日、ハワイ州で開催されたEliteXC: Uprising（Icon Sport、Rumble on the Rockとの合同開催）のEliteXC世界ミドル級タイトルマッチでムリーロ・ニンジャと対戦し、左ストレートでダウンを奪いパウンドで3RKO勝ちを収め王座獲得に成功した。
2008年5月31日、EliteXC: Primetimeの世界ミドル級王座防衛戦でスコット・スミスと対戦するが、3ラウンドの偶発的なサミングによりスミスが続行不能となったため無効試合となった。7月26日、EliteXC: Unfinished Businessにて再戦が組まれ、スミスにTKO勝ち。王座防衛に成功した。その後11月8日に、EliteXC: A Night of Championsでのタイトルマッチでジョーイ・ヴィラセニョールとの2年振りの再戦が予定されていたが、団体が破産し大会自体が中止になった。

### Strikeforce
2009年6月6日、Strikeforce初参戦となったStrikeforce: Lawler vs. Shieldsでジェイク・シールズと182ポンド（約82.6 kg）契約で対戦するも、開始2分でギロチンチョークを極められ一本負け。
2010年1月30日、Strikeforce: Miamiでメルヴィン・マヌーフと対戦。マヌーフのラッシュで窮地に陥るも、カウンターの右フックをヒットさせ、そのままパウンドで1RKO勝ちを収めた。12月4日、Strikeforce: Henderson vs. Babaluでマット・リンドランドと対戦し、開始50秒に右フックで失神KO勝ちを収めた。
2011年1月29日、Strikeforce: Diaz vs. Cyborgで行なわれたStrikeforce世界ミドル級タイトルマッチで王者のホナウド・ジャカレイに挑戦し、リアネイキドチョークで3R一本負けを喫し王座獲得に失敗した。

### UFC復帰
2013年2月23日、8年4か月ぶりのUFC復帰戦となったUFC 157でウェルター級ランキング8位のジョシュ・コスチェックと対戦し、パウンドで1RTKO勝ち。ノックアウト・オブ・ザ・ナイトを受賞した。
2013年11月16日、UFC 167でウェルター級ランキング3位のローリー・マクドナルドと対戦し、2-1の判定勝ち。
2014年3月15日、UFC 171のUFC世界ウェルター級王座決定戦でウェルター級ランキング1位のジョニー・ヘンドリックスと対戦。激しい打撃戦となり、死闘を繰り広げたものの、0-3の5R判定負けを喫し王座獲得に失敗。敗れはしたものの、ファイト・オブ・ザ・ナイトを受賞した。
2014年5月24日、UFC 173でウェルター級ランキング5位のジェイク・エレンバーガーと対戦し、膝蹴りからのパウンドで3RTKO勝ち。
2014年7月26日、UFC on FOX 12でウェルター級ランキング5位のマット・ブラウンと対戦し、3-0の5R判定勝ち。ファイト・オブ・ザ・ナイトを受賞した。

#### UFC世界王座獲得
2014年12月6日、UFC 181でUFC世界ウェルター級タイトルマッチで王者ジョニー・ヘンドリックスと再戦。前戦とは打って変わって両者共に慎重な試合運びとなったものの、2-1（48-47、47-48、49-46）の5R判定勝ち。リベンジを果たし、王座獲得に成功した。
2015年7月11日、UFC 189のUFC世界ウェルター級タイトルマッチでウェルター級ランキング2位の挑戦者ローリー・マクドナルドと再戦。3R終盤に右ハイキックでぐらつき、4Rにマクドナルドの猛攻を受け唇を裂傷する激闘となるも、5R序盤に左ストレートでTKO勝ち。王座の初防衛に成功し、ファイト・オブ・ザ・ナイトを受賞した。また、この試合は2015年のファイト・オブ・ザ・イヤーを受賞し、2023年にUFC殿堂入りを果たした。
2016年1月2日、UFC 195のUFC世界ウェルター級タイトルマッチでウェルター級ランキング4位の挑戦者カーロス・コンディットと対戦。終盤に反撃し2-1（47-48、48-47、48-47）の5R判定勝ちを収め2度目の王座防衛に成功。ファイト・オブ・ザ・ナイトを受賞した。

#### 世界王座陥落
2016年7月30日、UFC 201のUFC世界ウェルター級タイトルマッチでウェルター級ランキング4位の挑戦者タイロン・ウッドリーと対戦し、右フックからのパウンドで1RKO負け。王座から陥落した。
2017年7月29日、UFC 214でウェルター級ランキング6位のドナルド・セラーニと対戦し、3-0の判定勝ち。
2017年12月16日、UFC on FOX 26でウェルター級ランキング5位のハファエル・ドス・アンジョスと対戦し、0-3の5R判定負け。ローラーは、3Rの時点で前十字靭帯と半月板の損傷という重傷を負ったのにもかかわらず5Rまで戦い抜いた。
2019年3月2日、約1年3か月ぶりの復帰戦となったUFC 235で元Bellator・ONE世界ウェルター級王者のベン・アスクレンと対戦。試合序盤にアスクレンのタックルを切り、逆に豪快な投げでマットに叩きつけパウンドでTKO寸前まで追い詰めるものの、1R終盤にブルドッグチョークでテクニカル一本負け。試合後、レフェリーの裁定を巡って論争が起きたが、ネバダ州アスレチック・コミッション・エグゼクティブ・ディレクターのボブ・バーネットがレフェリーのローラーが失神したとの判断は間違っていなかったとのコミッションとしての見解を出した。
2019年8月3日、UFC on ESPN: Covington vs. Lawlerでウェルター級ランキング2位のコルビー・コヴィントンと対戦し、0-3の5R判定負け。
2020年8月29日、UFC Fight Night: Smith vs. Rakićでウェルター級ランキング14位のニール・マグニーと対戦し、0-3の判定負け。4連敗となった。
2021年9月25日、UFC 266でニック・ディアスと約17年5カ月ぶりに再戦。終始激しい打ち合いを繰り広げ、3Rにディアスが試合を棄権しTKO勝ち。
2022年7月2日、UFC 276でブライアン・バーバリーナと対戦し、スタンドパンチ連打で2RTKO負け。ファイト・オブ・ザ・ナイトを受賞した。
2023年7月8日、引退試合となったUFC 290でニコ・プライスで対戦し、クリンチ際の左フックで開始38秒のKO勝ち。

## ファイトスタイル
スタンドの強烈かつ豪快なフックに加え、精度の高い左ストレートを最大の武器としている。また、どんな打撃を貰っても倒れないタフネスと、精神力の強さを誇る。打撃以外にも、テイクダウンディフェンスの成功率が65％と高い数値を誇り、テイクダウンを狙うことは少ないがテイクダウンの成功率は77%と極めて高い。

## 人物・エピソード
- 右上腕に「刑激」、背中下部に「烈」と漢字のタトゥーを入れている。
- 既婚者であり、一人息子がいる。

## 戦績
| 総合格闘技 戦績 | 総合格闘技 戦績 | 総合格闘技 戦績 | 総合格闘技 戦績 | 総合格闘技 戦績 | 総合格闘技 戦績 | 総合格闘技 戦績 |
| --------------- | --------------- | --------------- | --------------- | --------------- | --------------- | --------------- |
| 47 試合         | (T)KO           | 一本            | 判定            | その他          | 引き分け        | 無効試合        |
| 30 勝           | 22              | 1               | 7               | 0               | 0               | 1               |
| 16 敗           | 4               | 5               | 7               | 0               | 0               | 1               |

| 勝敗 | 対戦相手                       | 試合結果                             | 大会名                                                                 | 開催年月日     |
| ○    | ニコ・プライス                 | 1R 0:38 KO（左フック）               | UFC 290: Volkanovski vs. Rodríguez                                     | 2023年7月8日   |
| ×    | ブライアン・バーバリーナ       | 2R 4:47 TKO（スタンドパンチ連打）    | UFC 276: Adesanya vs. Cannonier                                        | 2022年7月2日   |
| ○    | ニック・ディアス               | 3R 0:44 TKO（棄権）                  | UFC 266: Volkanovski vs. Ortega                                        | 2021年9月25日  |
| ×    | ニール・マグニー               | 5分3R終了 判定0-3                    | UFC Fight Night: Smith vs. Rakić                                       | 2020年8月29日  |
| ×    | コルビー・コヴィントン         | 5分5R終了 判定0-3                    | UFC on ESPN 5: Covington vs. Lawler                                    | 2019年8月3日   |
| ×    | ベン・アスクレン               | 1R 4:20 TKO（ブルドッグチョーク）    | UFC 235: Jones vs. Smith                                               | 2019年3月2日   |
| ×    | ハファエル・ドス・アンジョス   | 5分5R終了 判定0-3                    | UFC on FOX 26: Lawler vs. dos Anjos                                    | 2017年12月16日 |
| ○    | ドナルド・セラーニ             | 5分3R終了 判定3-0                    | UFC 214: Cormier vs. Jones 2                                           | 2017年7月29日  |
| ×    | タイロン・ウッドリー           | 1R 2:12 KO（右フック→パウンド）      | UFC 201: Lawler vs. Woodley 【UFC世界ウェルター級タイトルマッチ】      | 2016年7月30日  |
| ○    | カーロス・コンディット         | 5分5R終了 判定2-1                    | UFC 195: Lawler vs. Condit 【UFC世界ウェルター級タイトルマッチ】       | 2016年1月2日   |
| ○    | ローリー・マクドナルド         | 5R 1:00 TKO（左ストレート→パウンド） | UFC 189: Mendes vs. McGregor 【UFC世界ウェルター級タイトルマッチ】     | 2015年7月11日  |
| ○    | ジョニー・ヘンドリックス       | 5分5R終了 判定2-1                    | UFC 181: Hendricks vs. Lawler 2 【UFC世界ウェルター級タイトルマッチ】  | 2014年12月6日  |
| ○    | マット・ブラウン               | 5分5R終了 判定3-0                    | UFC on FOX 12: Lawler vs. Brown                                        | 2014年7月26日  |
| ○    | ジェイク・エレンバーガー       | 3R 3:06 TKO（膝蹴り→パウンド）       | UFC 173: Barao vs. Dillashaw                                           | 2014年5月24日  |
| ×    | ジョニー・ヘンドリックス       | 5分5R終了 判定0-3                    | UFC 171: Hendricks vs. Lawler 【UFC世界ウェルター級王座決定戦】        | 2014年3月15日  |
| ○    | ローリー・マクドナルド         | 5分3R終了 判定2-1                    | UFC 167: St-Pierre vs. Hendricks                                       | 2013年11月16日 |
| ○    | ボビー・ヴォルカー             | 2R 0:24 KO（左ハイキック→パウンド）  | UFC on FOX 8: Johnson vs. Moraga                                       | 2013年7月27日  |
| ○    | ジョシュ・コスチェック         | 1R 3:57 TKO（パウンド）              | UFC 157: Rousey vs. Carmouche                                          | 2013年2月23日  |
| ×    | ロレンズ・ラーキン             | 5分3R終了 判定0-3                    | Strikeforce: Rockhold vs. Kennedy                                      | 2012年7月14日  |
| ○    | アドラン・アマゴフ             | 1R 1:48 TKO（跳び膝蹴り→パウンド）   | Strikeforce: Rockhold vs. Jardine                                      | 2012年1月7日   |
| ×    | ティム・ケネディ               | 5分3R終了 判定0-3                    | Strikeforce: Fedor vs. Henderson                                       | 2011年7月30日  |
| ×    | ホナウド・ジャカレイ           | 3R 2:00 チョークスリーパー           | Strikeforce: Diaz vs. Cyborg 【Strikeforce世界ミドル級タイトルマッチ】 | 2011年1月29日  |
| ○    | マット・リンドランド           | 1R 0:50 KO（右フック）               | Strikeforce: Henderson vs. Babalu                                      | 2010年12月4日  |
| ×    | レナート・ババル               | 5分3R終了 判定0-3                    | Strikeforce: Los Angeles                                               | 2010年6月16日  |
| ○    | メルヴィン・マヌーフ           | 1R 3:33 KO（右フック→パウンド）      | Strikeforce: Miami                                                     | 2010年1月30日  |
| ×    | ジェイク・シールズ             | 1R 2:02 ギロチンチョーク             | Strikeforce: Lawler vs. Shields                                        | 2009年6月6日   |
| ○    | スコット・スミス               | 2R 2:35 TKO（パウンド）              | EliteXC: Unfinished Business 【EliteXC世界ミドル級タイトルマッチ】     | 2008年7月26日  |
| －   | スコット・スミス               | 3R 3:26 無効試合（サミング）         | EliteXC: Primetime 【EliteXC世界ミドル級タイトルマッチ】               | 2008年5月31日  |
| ○    | ムリーロ・ニンジャ             | 3R 2:04 KO（左ストレート→パウンド）  | EliteXC: Uprising 【EliteXC世界ミドル級タイトルマッチ】                | 2007年9月15日  |
| ○    | フランク・トリッグ             | 4R 1:40 KO（パンチ連打）             | Icon Sport: Epic 【Icon Sportミドル級タイトルマッチ】                  | 2007年3月31日  |
| ○    | エデュアルド・パンプロナ       | 3R 1:36 TKO（パウンド）              | IFL: Atlanta                                                           | 2007年2月23日  |
| ○    | ジョーイ・ヴィラセニョール     | 1R 0:22 TKO（左跳び膝蹴り）          | PRIDE.32 "THE REAL DEAL"                                               | 2006年10月21日 |
| ×    | ジェイソン・"メイヘム"・ミラー | 3R 2:50 肩固め                       | Icon Sport: Mayhem vs. Lawler 【Icon Sportミドル級タイトルマッチ】     | 2006年9月2日   |
| ○    | ファラニコ・ヴァイタレ         | 1R 3:38 KO（パンチ連打）             | Icon Sport: Lawler vs. Niko 2 【Icon Sportミドル級タイトルマッチ】     | 2006年2月25日  |
| ○    | ジェレミー・ブラウン           | 1R 2:48 腕ひしぎ十字固め             | KOTC: Xtreme Edge                                                      | 2005年9月17日  |
| ○    | ファラニコ・ヴァイタレ         | 2R 4:36 KO（パンチ連打）             | SuperBrawl: Icon 【SuperBrawlミドル級タイトルマッチ】                  | 2005年7月23日  |
| ×    | エヴァン・タナー               | 1R 2:22 三角絞め                     | UFC 50: The War of '04                                                 | 2004年10月22日 |
| ×    | ニック・ディアス               | 2R 1:31 KO（右フック）               | UFC 47: It's On                                                        | 2004年4月2日   |
| ○    | クリス・ライトル               | 5分3R終了 判定3-0                    | UFC 45: Revolution                                                     | 2003年11月21日 |
| ×    | ピート・スプラット             | 2R 2:29 ギブアップ（右足の負傷）     | UFC 42: Sudden Impact                                                  | 2003年4月25日  |
| ○    | ティキ・ゴーセン               | 1R 1:29 TKO（右フック→パウンド）     | UFC 40: Vendetta                                                       | 2002年11月22日 |
| ○    | スティーブ・バーガー           | 2R 0:27 TKO（右フック→パウンド）     | UFC 37.5: As Real As It Gets                                           | 2002年6月22日  |
| ○    | アーロン・ライリー             | 5分3R終了 判定3-0                    | UFC 37: High Impact                                                    | 2002年5月10日  |
| ○    | 川勝将軍                       | 1R 4:49 TKO（パウンド）              | Shogun 1                                                               | 2001年12月15日 |
| ○    | マルコ・マセラ                 | 1R 1:19 TKO（パンチ連打）            | Extreme Challenge 41                                                   | 2001年7月13日  |
| ○    | ランドン・ショールター         | 1R 0:14 KO（パンチ連打）             | IFC Warriors Challenge 13                                              | 2001年6月15日  |
| ○    | ジョン・リード                 | 1R 2:14 TKO（パンチ連打）            | Extreme Challenge 39                                                   | 2001年4月7日   |

## 獲得タイトル
- 第4代Icon Sportミドル級王座（2005年）
- 第7代Icon Sportミドル級王座（2007年）
- 第2代EliteXC世界ミドル級王座（2007年）
- 第10代UFC世界ウェルター級王座（2014年）

## 表彰
- UFC ファイト・オブ・ザ・ナイト（5回）
- UFC ノックアウト・オブ・ザ・ナイト（1回）
- UFC ファイター・オブ・ザ・イヤー（2014年）
- UFC ファイト・オブ・ザ・イヤー（2014年/ジョニー・ヘンドリックス戦、2015年/ローリー・マクドナルド戦）
- UFC殿堂入り（試合部門・UFC 189）
- UFC殿堂入り（現代部門・2025年）
- World MMA Awards ファイター・オブ・ザ・イヤー（2014年）
- World MMA Awardsファイト・オブ・ザ・イヤー（2015年/ローリー・マクドナルド戦）
- SHERDOG ノックアウト・オブ・ザ・イヤー（2010年）
- SHERDOG ファイター・オブ・ザ・イヤー（2014年）
- SHERDOG ファイト・オブ・ザ・イヤー（2014年、2015年、2016年）
- MMA Fighting ファイター・オブ・ザ・イヤー（2014年）
- MMA Fighting ファイト・オブ・ザ・イヤー（2014年、2015年、2016年）
- MMAJunkie.com ファイト・オブ・ザ・イヤー（2015年）
- Bleacher Report ファイター・オブ・ザ・イヤー（2014年）
- Bleacher Report ファイト・オブ・ザ・イヤー（2014年、2015年）

## ペイ・パー・ビュー販売件数
| 開催年月日    | イベント                                                 | 販売件数 | 備考 |
| ------------- | -------------------------------------------------------- | -------- | ---- |
| 2014年3月15日 | UFC 171: ジョニー・ヘンドリックス vs. ロビー・ローラー 1 | 30万件   |      |
| 2014年12月6日 | UFC 181: ジョニー・ヘンドリックス vs. ロビー・ローラー 2 | 40万件   |      |
| 2016年1月2日  | UFC 195: ロビー・ローラー vs. カーロス・コンディット     | 23万件   |      |
| 2016年7月30日 | UFC 201: ロビー・ローラー vs. タイロン・ウッドリー       | 24万件   |      |